# Piumhi
Piumhi är en kommun i Brasilien.   Den ligger i delstaten Minas Gerais, i den sydöstra delen av landet, 600 km söder om huvudstaden Brasília. Antalet invånare är 31 885.
Följande samhällen finns i Piumhi:
- Piuí

Omgivningarna runt Piumhi är huvudsakligen savann. Runt Piumhi är det ganska glesbefolkat, med 34 invånare per kvadratkilometer.